# Associazione Calcio Lanerossi Vicenza 1962-1963
Questa voce raccoglie le informazioni riguardanti l'Associazione Calcio Lanerossi Vicenza nelle competizioni ufficiali della stagione 1962-1963.

## Rosa
| N. |                   | Ruolo | Calciatore           |
| -- | ----------------- | ----- | -------------------- |
|    | Italia (bandiera) | P     | Franco Luison        |
|    | Italia (bandiera) | P     | Antonio Pin          |
|    | Italia (bandiera) | D     | Giulio Savoini       |
|    | Italia (bandiera) | D     | Dino Panzanato       |
|    | Italia (bandiera) | D     | Giorgio Puia         |
|    | Italia (bandiera) | D     | Amedeo Stenti        |
|    | Italia (bandiera) | D     | Giorgio Miazza       |
|    | Italia (bandiera) | D     | Mario Zanon          |
|    | Italia (bandiera) | C     | Giorgio De Marchi    |
|    | Italia (bandiera) | C     | Giobatta Zoppelletto |

| N. |                       | Ruolo | Calciatore             |
| -- | --------------------- | ----- | ---------------------- |
|    | Italia (bandiera)     | C     | Sandro Tiberi          |
|    | Italia (bandiera)     | C     | Luigi Menti            |
|    | Brasile (bandiera)    | A     | Luís Vinício           |
|    | Italia (bandiera)     | A     | Sergio Campana         |
|    | Italia (bandiera)     | A     | Giovanni Vastola       |
|    | Portogallo (bandiera) | A     | Giorgio Raggi Humberto |
|    | Argentina (bandiera)  | A     | Santiago Vernazza      |
|    | Italia (bandiera)     | A     | Giordano Colausig      |
|    | Italia (bandiera)     | A     | Giuliano Fortunato     |
|    | Italia (bandiera)     | A     | Giancarlo Fusato       |

## Risultati

### Serie A

#### Girone di andata
| 16 settembre 1962 1ª giornata | Bologna | 2 – 1 | L.R. Vicenza |  |

| 23 settembre 1962 2ª giornata | Inter | 1 – 0 | L.R. Vicenza |  |

| 30 settembre 1962 3ª giornata | L.R. Vicenza | 3 – 0 | Sampdoria |  |

| 7 ottobre 1962 4ª giornata | Mantova | 0 – 0 | L.R. Vicenza |  |

| 14 ottobre 1962 5ª giornata | L.R. Vicenza | 2 – 0 | Milan |  |

| 21 ottobre 1962 6ª giornata | L.R. Vicenza | 1 – 0 | Palermo |  |

| 28 ottobre 1962 7ª giornata | Roma | 0 – 1 | L.R. Vicenza |  |

| 1 novembre 1962 8ª giornata | L.R. Vicenza | 1 – 3 | Juventus |  |

| 8 novembre 1962 9ª giornata | SPAL | 1 – 1 | L.R. Vicenza |  |

| 18 novembre 1962 10ª giornata | L.R. Vicenza | 2 – 2 | Atalanta |  |

| 25 novembre 1962 11ª giornata | Napoli | 1 – 0 | L.R. Vicenza |  |

| 9 dicembre 1962 12ª giornata | L.R. Vicenza | 0 – 0 | Venezia |  |

| 16 dicembre 1962 13ª giornata | L.R. Vicenza | 3 – 1 | Catania |  |

| 23 dicembre 1962 14ª giornata | Torino | 1 – 2 | L.R. Vicenza |  |

| 30 dicembre 1962 15ª giornata | L.R. Vicenza | 1 – 0 | Genoa |  |

| 6 gennaio 1963 16ª giornata | L.R. Vicenza | 1 – 0 | Fiorentina |  |

| 13 gennaio 1963 17ª giornata | Modena | 0 – 0 | L.R. Vicenza |  |

#### Girone di ritorno
| 20 gennaio 1963 18ª giornata | L.R. Vicenza | 0 – 0 | Bologna |  |

| 27 gennaio 1963 19ª giornata | L.R. Vicenza | 1 – 2 | Inter |  |

| 3 febbraio 1963 20ª giornata | Sampdoria | 1 – 3 | L.R. Vicenza |  |

| 10 febbraio 1963 21ª giornata | L.R. Vicenza | 4 – 2 | Mantova |  |

| 17 febbraio 1963 22ª giornata | Milan | 6 – 1 | L.R. Vicenza |  |

| 24 febbraio 1963 23ª giornata | Palermo | 1 – 1 | L.R. Vicenza |  |

| 3 marzo 1963 24ª giornata | L.R. Vicenza | 0 – 0 | Roma |  |

| 10 marzo 1963 25ª giornata | Juventus | 2 – 0 | L.R. Vicenza |  |

| 17 marzo 1963 26ª giornata | L.R. Vicenza | 1 – 0 | SPAL |  |

| 31 marzo 1963 27ª giornata | Atalanta | 3 – 1 | L.R. Vicenza |  |

| 7 aprile 1963 28ª giornata | L.R. Vicenza | 0 – 0 | Napoli |  |

| 14 aprile 1963 29ª giornata | Venezia | 1 – 2 | L.R. Vicenza |  |

| 21 aprile 1963 30ª giornata | Catania | 1 – 0 | L.R. Vicenza |  |

| 28 aprile 1963 31ª giornata | L.R. Vicenza | 0 – 1 | Torino |  |

| 5 maggio 1963 32ª giornata | Genoa | 2 – 0 | L.R. Vicenza |  |

| 19 maggio 1963 33ª giornata | Fiorentina | 1 – 1 | L.R. Vicenza |  |

| 26 maggio 1963 34ª giornata | L.R. Vicenza | 1 – 0 | Modena |  |

## Statistiche

### Statistiche di squadra
| Competizione | Punti | In casa | In casa | In casa | In casa | In casa | In casa | In trasferta | In trasferta | In trasferta | In trasferta | In trasferta | In trasferta | Totale | Totale | Totale | Totale | Totale | Totale | DR |
| Competizione | Punti | G       | V       | N       | P       | Gf      | Gs      | G            | V            | N            | P            | Gf           | Gs           | G      | V      | N      | P      | Gf     | Gs     | DR |
| ------------ | ----- | ------- | ------- | ------- | ------- | ------- | ------- | ------------ | ------------ | ------------ | ------------ | ------------ | ------------ | ------ | ------ | ------ | ------ | ------ | ------ | -- |
| Serie A      | 36    | 17      | 9       | 5       | 3       | 21      | 11      | 17           | 4            | 5            | 8            | 14           | 24           | 34     | 13     | 10     | 11     | 35     | 35     | 0  |
| Coppa Italia |       | -       | -       | -       | -       | -       | -       | 1            | 0            | 0            | 1            | 1            | 2            | 1      | 0      | 0      | 1      | 1      | 2      | -1 |
| Totale       |       | 17      | 9       | 5       | 3       | 21      | 11      | 18           | 4            | 5            | 9            | 15           | 26           | 35     | 13     | 10     | 12     | 36     | 37     | -1 |

### Statistiche dei giocatori
| Giocatore      | Serie A  | Serie A | Coppa Italia | Coppa Italia | Totale   | Totale |
| Giocatore      | Presenze | Reti    | Presenze     | Reti         | Presenze | Reti   |
| -------------- | -------- | ------- | ------------ | ------------ | -------- | ------ |
| A. Bazzoni     | -        | -       | 1            | -2           | 1        | -2     |
| S. Campana     | 24       | 2       | 1            | 0            | 25       | 2      |
| G. Colausig    | 4        | 0       | -            | -            | 4        | 0      |
| G. De Marchi   | 34       | 0       | 1            | 0            | 35       | 0      |
| G. Fortunato   | 2        | 0       | -            | -            | 2        | 0      |
| G. Fusato      | 1        | 0       | 1            | 0            | 2        | 0      |
| G. Humberto    | 17       | 4       | 1            | 0            | 18       | 4      |
| F. Luison      | 32       | -33     | -            | -            | 32       | -33    |
| L. Menti       | 32       | 3       | 1            | 0            | 33       | 3      |
| G. Miazza      | 8        | 0       | -            | -            | 8        | 0      |
| D. Panzanato   | 32       | 0       | 1            | 0            | 33       | 0      |
| A. Pin         | 2        | -2      | -            | -            | 2        | -2     |
| G. Puia        | 32       | 10      | 1            | 1            | 33       | 11     |
| G. Savoini     | 34       | 1       | 1            | 0            | 35       | 1      |
| A. Stenti      | 31       | 1       | 1            | 0            | 32       | 1      |
| S. Tiberi      | 4        | 0       | -            | -            | 4        | 0      |
| G. Vastola     | 22       | 5       | -            | -            | 22       | 5      |
| S. Vernazza    | 7        | 1       | 1            | 0            | 8        | 1      |
| L. Vinicio     | 26       | 7       | -            | -            | 26       | 7      |
| M. Zanon       | 1        | 0       | -            | -            | 1        | 0      |
| G. Zoppelletto | 29       | 1       | 1            | 0            | 30       | 1      |